# Partit de la Tercera Edat
Partit de la Tercera Edat (luxemburguès Partei vum Drëtten Alter, francès Parti du Troisième Âge) fou un partit polític luxemburguès, dirigit per Jean Schanen, que reclamava més atenció a la tercera edat en els pressupostos de l'estat. Es presentà a les eleccions legislatives luxemburgueses de 1999 a la circumscripció del Sud, però només va obtenir el 0,4% dels vots.